# Куспанколь
Куспанко́ль (каз. Құспанкөл) — село у складі Сиримського району Західноказахстанської області Казахстану. Входить до складу Шолаканкатинського сільського округу.
Населення — 237 осіб (2021; 365 у 2009, 513 у 1999, 528 у 1989).